# Mormia elongata
Mormia elongata är en tvåvingeart som beskrevs av Sara 1953. Mormia elongata ingår i släktet Mormia och familjen fjärilsmyggor. Inga underarter finns listade i Catalogue of Life.